# Косяк
Кося́к (колишня німецька колонія Нейдорф, Козяк, Костяк) — село в Україні, в Звягельському районі Житомирської області. Населення становить 19 осіб. Входить до складу Ємільчинської селищної громади.

## Історія
У 1906 році — колонія Емільчинської волості Новоград-Волинського повіту Волинської губернії. Відстань від повітового міста 65 верст, від волості 18. Дворів 92, мешканців 483.
У 1926—1954 роках — адміністративний центр Косяцької сільської ради Ємільчинського району.